# Chrysuronia leucogaster
Chrysuronia leucogaster là một loài chim trong họ Trochilidae.